# 赫什马提·穆哈杰拉尼
赫什马提·穆哈杰拉尼 （1938年12月11日—），是一名已退役的伊朗足球运动员和主教练。球员生涯司职中场。他因开创和发展了伊朗20世纪70年代的足球黄金时代而闻名于世，在那段时期伊朗国家队赢得了许多亚洲冠军。
穆哈杰拉尼在塔吉足球俱乐部踢了八年的中场，之后因为伤病只能提前退役。他还为曾为德黑兰帕斯足球俱乐部踢了6个月的比赛。他的教练生涯始于伊朗三个年龄级别的国家队（伊朗U-20、伊朗U-23、伊朗国家队）。穆哈杰拉尼之后还曾执教于阿联酋联赛的阿尔沙布足球俱乐部和阿布扎比联合足球俱乐部以及阿联酋国家队、阿曼国家队，最后执教的球队是卡塔尔联赛的多哈阿赫利。 
他被誉为伊朗国家队最成功的伊朗籍教练，在他的率领下，伊朗队在1976年获得亚洲杯冠军、杀入1976年奥运会的四分之一决赛，并且获得了参加1978年世界杯的决赛圈资格。
穆哈杰拉尼也是位于马什哈德的阿伯穆斯林足球俱乐部创始人和共同所有者之一。这个俱乐部由穆哈杰拉尼和他的兄弟们于1970年创立。目前阿伯穆斯林处于伊朗足球乙級聯賽。

## 早年生活与职业生涯
穆哈杰拉尼出生一个在拥有六个兄弟姐妹的家庭之中。几年后，他的家人搬到德黑兰，他的哥哥们开始在塔吉足球俱乐部的青年队踢球。在穆哈杰拉尼20岁时，他也加入了塔吉足球俱乐部（现称德黑兰独立足球俱乐部）。他在参加完1969年希腊世界军事杯后宣布退役。

## 主教练生涯

### 早年
1971年，在完成足球教练课程两年之后，穆哈杰拉尼被伊朗足球联合会任命为伊朗U20国家足球队的主教练。在担任伊朗青年队教练的期间，穆哈杰拉尼为来自首都德黑兰以外其他城市的年轻球员提供了许多机会，其中许多青年球员，如哈桑·纳扎里、易卜拉欣·加桑布尔、迈赫迪·阿斯加拉尼和安德拉尼克·伊斯坎达里安等人在后来都入选了他执教的伊朗国家队。
伊朗U20国家足球队在穆哈杰拉尼的管理下，连续四年获得亚洲青年锦标赛冠军。而在此之前，伊朗国家青年队从未获得过亚洲冠军。这一成就是其他教练无法比拟的。在有过如此辉煌的战绩之后，穆哈杰拉尼被任命为伊朗U23岁国家足球队的主教练，随后又被任命为国家队主教练爱尔兰人弗兰克·奥法雷尔的助理教练。

### 伊朗国家队主教练
在前曼联主教练弗兰克·奥法雷尔离开伊朗国家队后，他的助理教练穆哈杰拉尼于1975年8月10日被伊朗足球协会任命为临时主教练。他首场执教便以3比0的比分战胜了巴林，之后穆哈杰拉尼又战胜了沙特阿拉伯，在一场友谊赛中又与巴西打成2比2。
1976年2月5日，他被任命为伊朗国家队的正式主教练。而4个月后1976年亚洲杯即将在伊朗本土举办。在决赛的第71分钟，阿里·帕文为伊朗队打进制胜进球，他的球队以此在决赛中击败了科威特。 这是伊朗8年来连续第三次夺冠，成为亚洲杯历史上首支三连冠球队。之前的两个冠军在马哈茂德·巴提亚和穆罕默德·兰贾巴尔的率领下获得的。 赢得亚洲杯后不久，伊朗就获得了1976年在蒙特利尔举行的夏季奥运会的参赛资格，这也是伊朗足球队第一次参加该赛事。奥运会上：伊朗队在击败古巴队后，输给了小组冠军波兰队，以C组亚军的身份晋级淘汰赛阶段。在四分之一决赛中，伊朗队与苏联队交锋，以1-2战败，这是伊朗在夏季奥林匹克运动会足球比赛上取得的最好成绩。
不过，穆哈杰拉尼的巅峰成就是在1978年率领伊朗首次杀入世界杯决赛圈，而这代表的是：伊朗是世界16支最强球队之一。在他的指导下，伊朗成功地与强大的苏格兰队打成平手，但输给了最后的亚军荷兰队与秘鲁队。穆哈杰拉尼在世界杯结束的两个月后主动辞去了球队主教练的职务。与此同时，伊朗伊斯蘭革命已经开始。

### 阿联酋
1979年，穆哈杰拉尼被位于阿联酋沙迦地区的阿尔沙布足球俱乐部聘为主教练。在那里穆哈杰拉尼度过了一个不错的赛季，率队获得了联赛第三名，这是俱乐部在当时历来最好的成绩了。但在次年穆哈杰拉尼又去担任阿联酋国家队的主教练，取代了前英格兰国家队主教练唐·李維。当时，他还同时兼任阿联酋国奥队的主教练。他将阿联酋带入1980年亚洲杯，但是折戟于小组赛中，未能晋级淘汰赛。1982年，他还带领阿联酋在海灣國家盃中获得季军。1984年，在带队4年后，之后他离开了阿联酋国家队，由卡洛斯·阿尔贝托·佩雷拉接任。
在与阿联酋国家队的合同到期后，他与另一个阿联酋球队阿尔华达签了一份合同。他在1986年执教球队两年，并为球队赢得了一次国内杯赛冠军。

### 阿曼和多哈阿赫利
穆哈杰拉尼在六年后在阿曼国家队重返主教练一职。但是由于阿曼队在预选赛上两连败未能取得参加1992年亚洲杯决赛圈的参赛资格。在阿曼队做了两年主教练后，他主动辞职了。
在1998年,穆哈杰拉尼与位于多哈的多哈阿赫利足球俱乐部签署了一份工作合同。在当赛季多哈阿赫利获得联赛第五名，并在卡塔爾酋長盃中杀入决赛，但最终以3-4负于加拉法队。球队之后一个赛季在谢赫·贾西姆杯决赛上面对艾華卡拉队再次失利。赛后，穆哈杰拉尼宣布辞去球队的主教练职务，并宣布退休。

## 个人生活

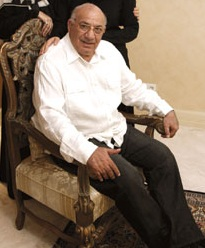
2006年，穆哈杰拉尼在他德黑兰的房子里

1969年，穆哈杰拉尼与Zari Sheikhan结婚。他们育有两个女儿，Ladan（1970年出生）和Leili（1973年出生）。其中Leili也是一名足球运动员，目前在伊朗的一个低级别联盟俱乐部踢球。而Ladan则是一名网球运动员。穆哈杰拉尼和他的妻子在伊朗境外共生活了25年期间去过迪拜、卡塔尔、美国和加拿大等地居住。他们在2009年返回伊朗生活。

### 其他活动
穆哈杰拉尼在迪拜和多哈拥有许多足球学校。他是阿伯穆斯林足球俱乐部（Aboumoslem）的董事会成员之一，也是俱乐部的主席。2003年到2005年间，穆哈杰拉尼担任阿联酋23岁以下和20岁以下国家足球队的技术总监，同时也是阿联酋足协主席的顾问。2009年，他成为伊朗国家足球队的领队，当时球队的主教练是阿富辛·古特比，但其在三个月后便辞职。2010年，他还担任了德黑兰独立足球俱乐部的技术顾问。

### 格尔德·阿辛足球学校
2010年，穆哈杰拉尼在德黑兰与阿辛钢铁足球俱乐部合作开设了一个名为格尔德·阿辛（Gerd Azin）的青年足球学校。之后他在他的家乡馬什哈德和設拉子开设了分校。

## 教练生涯技术统计
| 队伍       | 国家             | 开始       | 结束       | 记录  | 记录 | 记录 | 记录 | 记录  |
| 场次       | 胜利             | 打平       | 失败       | 胜率% |      |      |      |       |
| ---------- | ---------------- | ---------- | ---------- | ----- | ---- | ---- | ---- | ----- |
| 伊朗U-20   | 伊朗             | 1971年1月  | 1976年2月  | 35    | 26   | 7    | 2    | 74.29 |
| 伊朗U-23   | 伊朗             | 1972年3月  | 1975年8月  | 10    | 8    | 2    | 0    | 80.00 |
| 伊朗       | 伊朗             | 1975年8月  | 1978年9月  | 28    | 15   | 7    | 6    | 53.57 |
| 阿尔沙布   | 阿拉伯联合酋长国 | 1979年7月  | 1980年7月  | 30    | 19   | 6    | 5    | 63.33 |
| 阿联酋     | 阿拉伯联合酋长国 | 1980年7月  | 1984年12月 | 26    | 10   | 4    | 12   | 38.46 |
| 阿布扎比   | 阿拉伯联合酋长国 | 1984年12月 | 1986年6月  | 52    | 34   | 10   | 8    | 65.38 |
| 阿曼       | 阿曼             | 1992年5月  | 1994年6月  | 11    | 3    | 5    | 3    | 27.27 |
| 多哈阿赫利 | 卡塔尔           | 1998年1月  | 1999年5月  | 38    | 21   | 10   | 7    | 55.26 |
| 总计       | 总计             | 总计       | 总计       | 217   | 126  | 48   | 43   | 58.06 |

## 荣誉

### 球员荣誉
塔吉
- 德黑兰地区联赛（英语：Tehran Province League）：1960年、1962年、1964年、1959年亚军
- 德黑兰地区杯赛（英语：Tehran Province League#Tehran Hazfi Cup）：1959年

### 主教练荣誉
伊朗U-20
- 亞足聯U-19錦標賽：1973年、1974年、1975年，1976年

伊朗
- 亚洲杯：1976年
- 奥运会：1976年四分之一决赛
- 世界杯：1978年决赛圈

阿尔沙布
- 阿聯酋總統盃：1980年亚军

阿联酋
- 海灣國家盃：1982年季军

阿布扎比
- 阿聯酋總統盃：1985年

多哈阿赫利
- 卡塔爾酋長盃：1998年亚军
- 谢赫·贾西姆杯（英语：Qatari Sheikh Jassim Cup）：1999年亚军